# C19H21NO6
化学式C19H21NO6（摩尔质量：359.378 g/mol）可能指：
- XP-21279，CAS号：1426325-45-2
- 奥索地平，CAS号：90729-41-2

|  | 这个同类索引页列出了具有相同分子式的化学物（即同分異構體）条目。 除非您是有意链接至本页，否则应将相应条目的内部链接指向正确的条目。 |